# Церковь Спаса Преображения (Займо-Обрыв)
Церковь Спаса Преображения ― православный храм в селе Займо-Обрыв, Азовский район, Ростовская область, Россия. Относится к Азовскому благочинию Ростовской и Новочеркасской епархии Московского патриархата. Построен в 1910 году. Является объектом культурного наследия Российской Федерации регионального значения.

## История
Церковь Спаса Преображения в селе Займо-Обрыв была окончательно построена в 1910 году (по другим данным, в 1909) по проекту донского архитектора П. С. Студеникина. Здание храма выполнено в неовизантийском стиле и достигало 35,5 метра в высоту (с учётом креста на куполе) и 21 метр в ширину. В первые годы после своего возведения насчитывала около трёх тысяч прихожан.
В годы советской власти здание церкви постигла было частично разрушено (а также пострадала колокольня), нетронутая же часть использовалась в качестве зернохранилища.
С 1989 года началось восстановление храма. Колокольня была отстроена заново, площадку перед церковью вымостили тротуарной плиткой, стены храма были заново отштукатурены и покрашены, построили трапезную. Была открыта воскресная школа.
В 1992 году церковь была признана объектом культурного наследия Российской Федерации.
С 2014 года ведутся работы по реставрации внутренней отделки храма.